# Партачне
Партачне — грошовий збір, за допомогою якого регулювалися виробничо-торгові відносини між ремісничими цехами і позацеховими ремісниками — партачами. Після внесення до цехової скриньки цього збору партачі опинялися «під цеховою зверхністю і захистом» і, не стаючи членами цеху, одержували необмежене право на будь-які торгові операції на місцевому ринку. Процедура сплати П. в джерелах іноді кваліфікується як «уєднання цеху». Інша відома із джерел 17—18 ст. назва П. — агнушки (від застарілого польського agnacia — спорідненість).